# Brian Dawkins

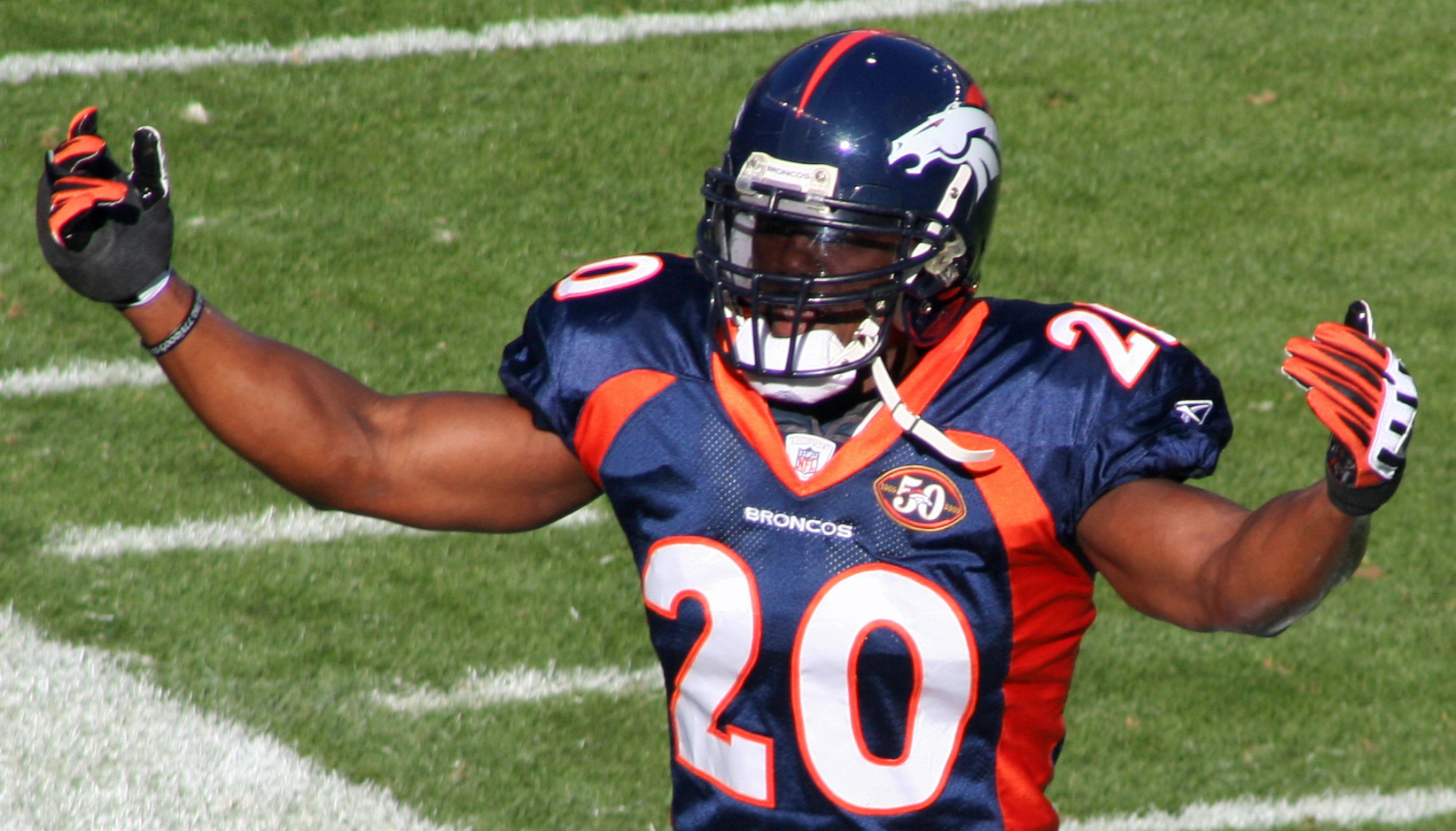
Brian Dawkins jogando pelo Broncos durante a temporada de 2009 da NFL

Brian Patrick Dawkins (13 de outubro de 1973, Jacksonville, Florida) é um ex-jogador de futebol americano que atuava na posição de safety na National Football League. Ele foi selecionado pelo Philadelphia Eagles na segunda rodada do Draft de 1996 da NFL. Ele jogou college football na Clemson University.
Considerado um dos maiores safeties de todos os tempos, Dawkins foi visto como um dos maiores líderes da defesa dos Eagles, recebendo nove nomeações para o Pro Bowl e cinco All-Pro first-teams ao longo de sua carreira. Ele também jogou em um Super Bowl com os Eagles, na edição XXXIX, que foi tocado em sua cidade natal, Jacksonville, na Flórida. Além de sua carreira de jogador, Dawkins atuou nos Eagles como executivo de operações de futebol para desenvolvimento de jogadores de 2016 a 2018 e estava com a organização quando eles ganharam o Super Bowl LII. Ele foi introduzido no Pro Football Hall of Fame em 2018.

## Carreira na universidade
Titular por três anos como strong safety na Universidade Clemson, Dawkins terminou sua carreira com 247 tackles e 11 interceptações. Ele foi nomeado 2nd team All-American no seu último ano quando liderou seu time em interceptações com 6 na temporada, empatado na liderança da conferência neste quesito. Ele foi nomeado first-team strong safety da Clemson's all-centennial de 1995 e também foi nomeado para o Athletic Hall of Fame de 2009.

## Carreira como profissional

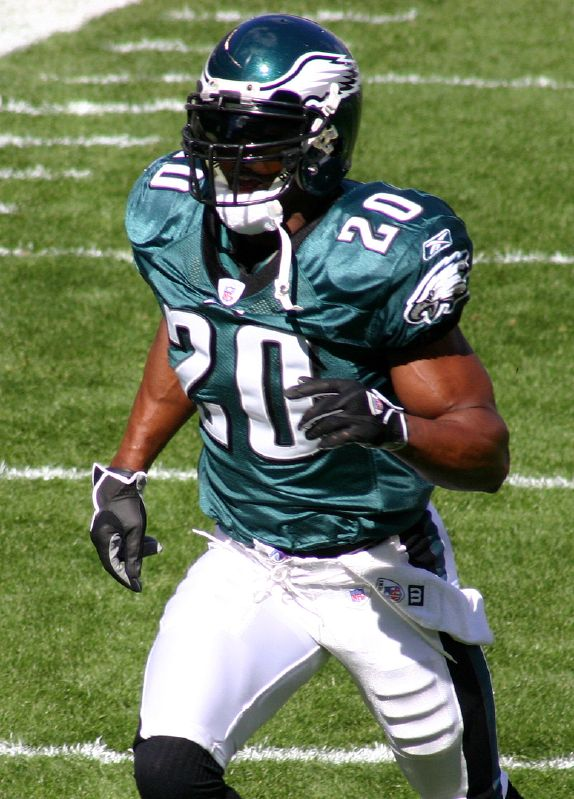
Brian Dawkins jogando pelos Eagles.

### Philadelphia Eagles
Dawkins foi selecionado na segunda rodada do Draft de 1996 da NFL como pick nº 61 pelo Philadelphia Eagles. Como rookie (calouro) em 1996, ele começou 13 partidas como titular dos 14 jogos que ele jogou, fazendo 75 tackles, um sack e 3 interceptações. Durante sua carreira, Dawkins foi selecionado para 11 Pro Bowls. Em 2002 em um jogo contra o Houston Texans ele se tornou o primeiro jogador na história da NFL a ter um sack, uma interceptação, um fumble forçado e um touchdown de recepção em uma unica partida. Durante a temporada de 2008 ele se tornou o décimo membro do clube 20/20 e quebrou o recorde dos Eagles de maior número de jogos com a camisa do time, superando Harold Carmichael que fez 180 jogos. Depois da temporada de 2008, Dawkins se tornou free agent. Ele terminou suas carreira nos Eagles começando 182 de 183 jogos, fazendo 898 tackles, 34 interceptações e 21 sacks.

### Denver Broncos
Em 28 de fevereiro de 2009, Dawkins assinou um contrato de 5 anos com o Denver Broncos, valendo US$17 milhões de dólares. Esse contrato garantia a ele US$7.2 milhões e com uma cláusula que dizia que Dawkins pode abandonar seu contrato depois de dois anos com um bônus de US$1.8 milhões, o que literalmente significa um contrato concreto de 2 anos valendo US$9 milhões. Dawkins também ganhou outros US$10 milhões em incentivos com boas performances.
Em 2012, optou por se aposentar.

## Vida pessoal
Em 2007, Dawkins e sua esposa tiveram filhas gêmeas, Chonni e Cionni. Ambas as meninas nasceram prematuras mas elas não tiveram complicações e estão saudáveis. Dawkins, com sua esposa, Connie, também tem dois outros filhos, Brian Jr. e Brionni.
Depois que Dawkins assinou com o Broncos em 2009, Dan Leone, um empregado do Eagles que era chefe dos portões do Lincoln Financial Field foi demitido dos Eagles depois que Leone postou uma mensagem em seu Facebook expressando desapontamento com o time. Dawkins disse que daria seus dois ingressos reservados dos jogos entre Eagles-Broncos de 2009 para Leone e disse "Eu achei que era a coisa certa, para chegar aquele indivíduo e dizer que eu era muito grato a ele."

## Números e Honras

### Prêmios
- 8× selecionado para o Pro Bowl (1999, 2001, 2002, 2004, 2005, 2006, 2008, 2009);
- 6× nomeado para o First-Team All-Pro (1999, 2001, 2002, 2004, 2006, 2009);
- Philadelphia Eagles 75th Anniversary Team;

### Estatísticas da Carreira
- Tackles:  778
- Sacks: 26
- Interceptações: 37